# Hebraicum
Das Hebraicum (Abkürzung zu examen hebraicum) ist eine Sprachprüfung, die grundlegende Sprachkompetenz im Hebräischen nachweist, wie das Graecum für die griechische und das Latinum für die lateinische Sprache. Unterschieden wird dabei nach den Stufen der Sprachentwicklung zwischen einem altsprachlichen Hebraicum, das sich auf die Sprache der Hebräischen Bibel, des Alten Testaments, bezieht, und einem alt- und neusprachlichen Hebraicum, das über die Althebräischkenntnisse hinaus auch Kenntnisse im modernen Hebräisch (Ivrit) nachweist. Das altsprachliche Hebraicum ist in Deutschland, Österreich und der Schweiz an den meisten Theologischen Fakultäten Voraussetzung für die Zwischenprüfung in einem Diplomstudiengang der christlichen Theologie; ein alt- und neusprachliches Hebraicum wird als Teil des Judaistikstudiums erworben. Diesen unterschiedlichen Zwecken entsprechend führen staatliche Schulämter, Universitätsfakultäten oder -institute, kirchliche Institutionen und die Jüdische Hochschule in Heidelberg die Hebraicumsprüfung durch. Im Allgemeinen bieten weiterführende Schulen, Hochschulen oder kirchliche Institutionen Hebräischunterricht an, der zum Hebraicum hinführt; es gibt allerdings auch Angebote zum Selbststudium.

## Geschichte
Die Trias der examina Hebraicum, Graecum, Latinum geht letztlich auf das Konzept der tres linguae sacrae im Christentum zurück, das sich aus der dreisprachigen Inschrift am Kreuz Jesu herleitet, wie sie bei Johannes (Joh 19,20 ) bezeugt ist und von christlichen Gelehrten des Mittelalters wie Isidor von Sevilla und Hrabanus Maurus entwickelt wurde. Allerdings wurde das Hebräische im christlichen Bereich erst durch den Humanisten Johannes Reuchlin verbreitet und so aufgewertet, dass es Eingang in den Schulunterricht fand. Im 19. Jahrhundert wurde eine formelle Althebräischprüfung in Analogie zu den Prüfungen im Altgriechischen und Lateinischen institutionalisiert, die bis heute eine normierte Voraussetzung für ein Vollstudium der christlichen Theologie darstellt, aber auch im Judaistikstudium als wesentliche Vorleistung gefordert wird. Da Hebräisch nicht immer an allen Schulen angeboten werden konnte, sahen sich die Theologischen Fakultäten gezwungen, ihre Kandidaten durch eine universitäre Prüfung auf die Anforderungen des Studiums vorzubereiten. Um angehenden Priestern, die in der Schule weder Griechisch noch Hebräisch hatten lernen können, das Theologiestudium zu erleichtern, erwogen einige katholische deutsche Bistümer Ende des 19. Jahrhunderts, für sie die Anforderungen beim Hebraicum zu senken. Dagegen verwahrte sich Franz Hettinger, der Sprachkenntnisse als unabdingbar für eine gründliche biblische Bildung erachtete.
In der zweiten Hälfte des 20. Jahrhunderts wurde mit der Einrichtung der Studiengänge Judaistik und Jüdische Studien an den Philosophischen Fakultäten einzelner Hochschulen schließlich ein auch das moderne Hebräisch umfassendes Hebraicum etabliert.

## Alttestamentliches Hebraicum

### Schulhebraicum
An wenigen staatlichen oder staatlich anerkannten Schulen in Deutschland wird alttestamentliches Hebräisch als Wahlfach angeboten, so dass im Allgemeinen nach dreijährigem lehrplanmäßigen Unterricht bei ausreichenden Leistungen das Hebraicum erworben und durch einen entsprechenden Eintrag im Abiturzeugnis nachgewiesen werden kann. Schüler legen das Hebraicum ab, um sich mit der hebräischen Sprache und der Literatur und Kultur des alten Judentums vertraut zu machen, oder eventuell auch, um sich auf ein geplantes Studium der christlichen Theologie oder der Judaistik, wohl selten auf eine anvisierte Rabbinerausbildung vorzubereiten.

### Abiturergänzungsprüfung Hebräisch
Durch den Wegfall des Unterrichtsfachs Hebräisch an zahlreichen deutschen Schulen kann das Hebraicum (wie auch das Latinum und das Graecum) häufig nur noch als Abiturergänzungsprüfung, auch Abiturerweiterungsprüfung genannt, erworben werden, die nach dem Abitur und der Aufnahme eines Studiums im Anschluss an universitäre Sprachkurse oder auch an ein Selbststudium von einer Prüfungskommission abgenommen wird, die das jeweilige staatliche Schulamt bzw. Regierungspräsidium zu diesem Zweck bestellt und aus staatlich geprüften Lehrkräften für das Unterrichtsfach Hebräisch besteht. Dieses Angebot wurde in den vergangenen Jahren jedoch reduziert; in den einzelnen Bundesländern gibt es unterschiedliche Regelungen.

### Alttestamentliches (klassisches) Universitätshebraicum
Das alttestamentliche oder klassische Hebraicum ist ein universitäres Zertifikat zum Nachweis grundlegender Kenntnisse des alttestamentlichen Hebräisch, das aufgrund einer Prüfung an einer theologischen Fakultät ausgestellt wird. Diese Prüfung ist einerseits von der Abiturergänzungsprüfung zu unterscheiden, die zwar ebenfalls an Hochschulen vorbereitet wird, allerdings ausschließlich in den  Händen einer vom jeweiligen Schulamt bzw. Regierungspräsidium bestellten Prüfungskommission liegt. Andererseits ist sie nicht zu verwechseln mit dem Einführungskurs in das biblisch-semitische Denken, das häufig als Vorprüfung des Hebraicum abgelegt wird und erste Kenntnisse des alttestamentlichen Hebräisch nachweist.
Sie wird in der Regel als fakultätsinterne Prüfung vor einer Prüfungskommission der Fakultät einer Hochschule (z. B. im Rahmen eines Theologiestudiums) abgelegt und besteht aus einer Klausur und einer mündlichen Prüfung. Die Klausur entspricht in Umfang und Anforderungen der Klausur bei der staatlichen Abiturergänzungsprüfung. So wird üblicherweise eine Übersetzung von etwa 10–14 Zeilen eines erzählenden Textes gefordert, im Gegensatz zu einem poetischen Text etwa aus den Psalmen, für dessen richtige Übersetzung auch exegetisches Wissen nötig ist. Die mündliche Prüfung nimmt ca. 15–20 Minuten in Anspruch.

### Diözesane Ergänzungsprüfung Althebräisch
Die diözesane Ergänzungsprüfung Althebräisch, auch kirchliches Hebraicum genannt, ist eine auf das alttestamentliche Hebräisch bezogene Prüfung, die vom katholischen Theologisch-Propädeutischen Seminar Ambrosianum, Tübingen, abgenommen und von der Katholisch-Theologischen Fakultät der Universität Tübingen sowie an sämtlichen katholisch-theologischen Fakultäten und den meisten evangelisch-theologischen Fakultäten anerkannt wird. Insofern ist sie dem alttestamentlichen Hebraicum an einer theologischen Fakultät gleichzustellen. Die Prüfung wird in der Regel intern vor einer Prüfungskommission des theologisch-propädeutischen Seminars abgelegt. Prüfungsanforderungen und -ablauf gleichen denen des klassischen Hebraicums.

## Alt- und neusprachliches (judaistisches) Hebraicum
Das Hebraicum des Studienfaches Judaistik/Jüdische Studien weist grundlegende Kenntnisse sowohl des Alt- als auch des Modernhebräischen nach und wird an nahezu allen Instituten für Judaistik und Jüdische Studien angeboten. Es bildet die Grundlage für die anschließenden Lektüreseminare rabbinischer, mittelalterlicher und modernhebräischer Texte in den einschlägigen Studiengängen.
Die judaistische Hebraicumsprüfung gleicht in der Gliederung der Prüfung zum klassischen Hebraicum (siehe oben): In einer schriftlichen Klausur (meist drei Stunden) sind ein alt- und ein neusprachlicher hebräischer Text ins Deutsche zu übersetzen; darüber hinaus sind grammatikalische Formen zu analysieren. Außerdem findet eine circa 20-minütige mündliche Prüfung statt. Das verwendete Textmaterial ist – im Gegensatz zum klassischen Hebraicum – überwiegend unvokalisiert. Der vorangehende Hebräischunterricht der einschlägigen Institute ist diesem Anforderungsniveau angepasst.
Die erfolgreich abgelegte Prüfung wird entweder durch ein vom ausführenden Institut ausgestelltes Zeugnis attestiert, das den Gegenstand und die Note der Prüfung enthält, oder in dem Bachelor-Zeugnis angefügten Transcript of Records dokumentiert. Im Bachelorstudiengang ist die Hebraicumsprüfung zugleich Abschlussprüfung eines oder mehrerer Sprachmodule; die Hebraicumsnoten sind demnach Abschlussnoten, die meist auch in die Bachelor-Gesamtnote eingehen. Zwar können Gasthörer nach Ermessen des ausführenden Instituts oder Dozenten zur Teilnahme an judaistischen Hebräischkursen ermächtigt werden, doch erwerben sie keine Testate über Prüfungen, da laut Prüfungsordnung allein reguläre Studierende berechtigt sind, offiziell Abschlussprüfungen abzulegen.

## Anerkennung
Da es unterschiedliche Formen des Hebraicums gibt, ist die Anerkennung auch recht unterschiedlich. So gilt das universitäre Hebraicum theoretisch zwar nur für bestimmte Studiengänge an ebendieser Hochschule, in der Praxis gibt es jedoch kaum Schwierigkeiten bei der Anerkennung des Hebraicums im gleichen Studiengang an einer anderen Universität oder in einem anderen Bundesland. Meist wird ein Hebraicum, das an der theologischen Fakultät einer staatlichen Universität erworben wurde, auch für andere Studiengänge wie Semitistik, Altorientalistik etc. anerkannt. Ein Hebraicum von Hochschulen in freikirchlicher Trägerschaft oder ein Zertifikat von kommerziellen Instituten wird dagegen von den theologischen Fakultäten oftmals nicht anerkannt, weil das wissenschaftliche Niveau entweder nicht gewährleistet oder nicht überprüfbar ist.
Die Hochschulinstitute für Judaistik/Jüdische Studien erkennen die judaistischen Hebraicumsprüfungen nach Maßgabe der geltenden Prüfungsordnung untereinander an. Die rein altsprachlichen Hebraicumsprüfungen anderer Hochschulinstitute und -fakultäten, auch die Abiturergänzungsprüfung können als althebräischer Prüfungsteil des judaistischen Hebraicums angerechnet werden; sie ersetzen nicht die geforderten Modernhebräischkenntnisse.